# Xiuladora de Temotu
La xiuladora de Selayar (Pachycephala vanikorensis) és un ocell de la família dels paquicefàlids (Pachycephalidae).

## Hàbitat i distribució
Habita els boscos de les illes Temotu, a les Salomó sud-orientals.

## Taxonomia
Considerat dins algunes classificacions una subespècie de Pachycephala pectoralis